# ジャミル・アリ
ジャミル・アリ（Jamil Ali、1984年5月2日 - ）は、シンガポールの元サッカー選手。元シンガポール代表。現役時代のポジションはウィンガー。

## 経歴
タンピネス・ローバースFCで2001年にプロデビュー。翌年にはゲイラン・ユナイテッドFCに移籍した。その後、ヤング・ライオンズに一旦移籍するも2年後にはゲイラン・ユナイテッドFCに復帰。同チームとの契約が切れるとSAFFCに移籍し、2シーズン過ごし、両年ともリーグ制覇を成し遂げた。2009年にはウッドランド・ウェリントンFCに移籍したが、その翌年には9年ぶりにタンピネス・ローバースFCに復帰した。

## 代表歴
2004年に1試合代表出場を果たしたが、以降の出場は無い。

## 人物
兄のモハマド・ノール・アリも元シンガポール代表の元サッカー選手である。

## タイトル
SAFFC
- Sリーグ: 2007, 2008

タンピネス・ローバースFC
- Sリーグ: 2011, 2012, 2013
- シンガポール・チャリティーシールド: 2011, 2012, 2013, 2014